# Montalvão
Montalvão is een plaats (freguesia) in de Portugese gemeente Nisa en telt 597 inwoners (2001).